# CCTV-5
Программа «Спорт» Центрального телевидения Китая (кит. 中国中央电视台体育频道, CCTV-5 体育) — китайский телеканал Центрального телевидения Китая, более известный как Sports Channel. Является главным спортивным телеканалом Китая.